# Norður-Múlasýsla

Norður-Múlasýsla

Die Norður-Múlasýsla ist ein Bezirk im Nordosten Islands.
Die Norður-Múlasýsla erstreckt sich mit 10.568 km² zwischen dem Vatnajökull und dem Nordatlantik. Zu dem zweitgrößten Bezirk nach dem Nachbarbezirk Suður-Þingeyjarsýsla gehören die Gemeinden Vopnafjörður, Fljótsdalur und zum Teil Múlaþing, und Langanesbyggð. Egilsstaðir, Fellabær und Vopnafjörður sind die größten Ortschaften.